# Iván Helguera
Iván Helguera Bujía (Santander, 1975. március 28. –) spanyol labdarúgó, pályafutása leginkább a Real Madrid klubcsapatából ismert, mellyel 2-szer nyert Bajnokok Ligáját.

## Fordítás
- Ez a szócikk részben vagy egészben  az   Iván Helguera című angol Wikipédia-szócikk fordításán alapul.  Az eredeti cikk szerkesztőit annak laptörténete sorolja fel. Ez a jelzés csupán a megfogalmazás eredetét és a szerzői jogokat jelzi, nem szolgál a cikkben szereplő információk forrásmegjelöléseként.